# Michael Kimmel (Fußballspieler)
Michael Kimmel (* 8. Januar 1966 in Neuwied) ist ein ehemaliger Fußballspieler.
Nach vier Jahren Profifußball in Deutschland kam Michael Kimmel nach einem Familienurlaub (Kimmels Ehefrau ist Portugiesin) 1992 eher zufällig zum damaligen Zweitligisten União Leiria. Er fragte an, ob er mal unverbindlich mittrainieren dürfte und wurde sofort verpflichtet. Zu diesem Zeitpunkt war Michael Kimmel bereits portugiesischer Staatsbürger. 
Er war maßgeblich für den Aufstieg 1994 von União Leiria in die erste Liga verantwortlich. Michael Kimmel ist nach Beendigung seiner aktiven Karriere 2001 ins Trainergeschäft eingestiegen und ist derzeit Jugendtrainer in Leiria. 

## Vereine
- 1988/1989 Fortuna Düsseldorf (2. Bundesliga)
- 1989/1990 Fortuna Düsseldorf (Bundesliga)
- 1990/1991 FC 08 Homburg (2. Bundesliga)
- 1991/1992 FC 08 Homburg (2. Bundesliga)
- 1992/1993 União Leiria (2. Liga Portugal)
- 1993/1994 União Leiria (2. Liga Portugal)
- 1994/1995 União Leiria (1. Liga Portugal)
- 1995/1996 União Leiria (1. Liga Portugal)
- 1996/1997 Vila Real (2. Liga Portugal)
- 1997/1998 Beneditense (2. Liga Portugal)
- 1998/1999 Beneditense (2. Liga Portugal)
- 1999/2000 Bidoeirense (3. Liga Portugal)
- 2000/2001 Beneditense (3. Liga Portugal)

| Personendaten    | Personendaten                          |
| ---------------- | -------------------------------------- |
| NAME             | Kimmel, Michael                        |
| KURZBESCHREIBUNG | deutsch-portugiesischer Fußballspieler |
| GEBURTSDATUM     | 8. Januar 1966                         |
| GEBURTSORT       | Neuwied                                |